# Stellung der Frau im Alten Ägypten

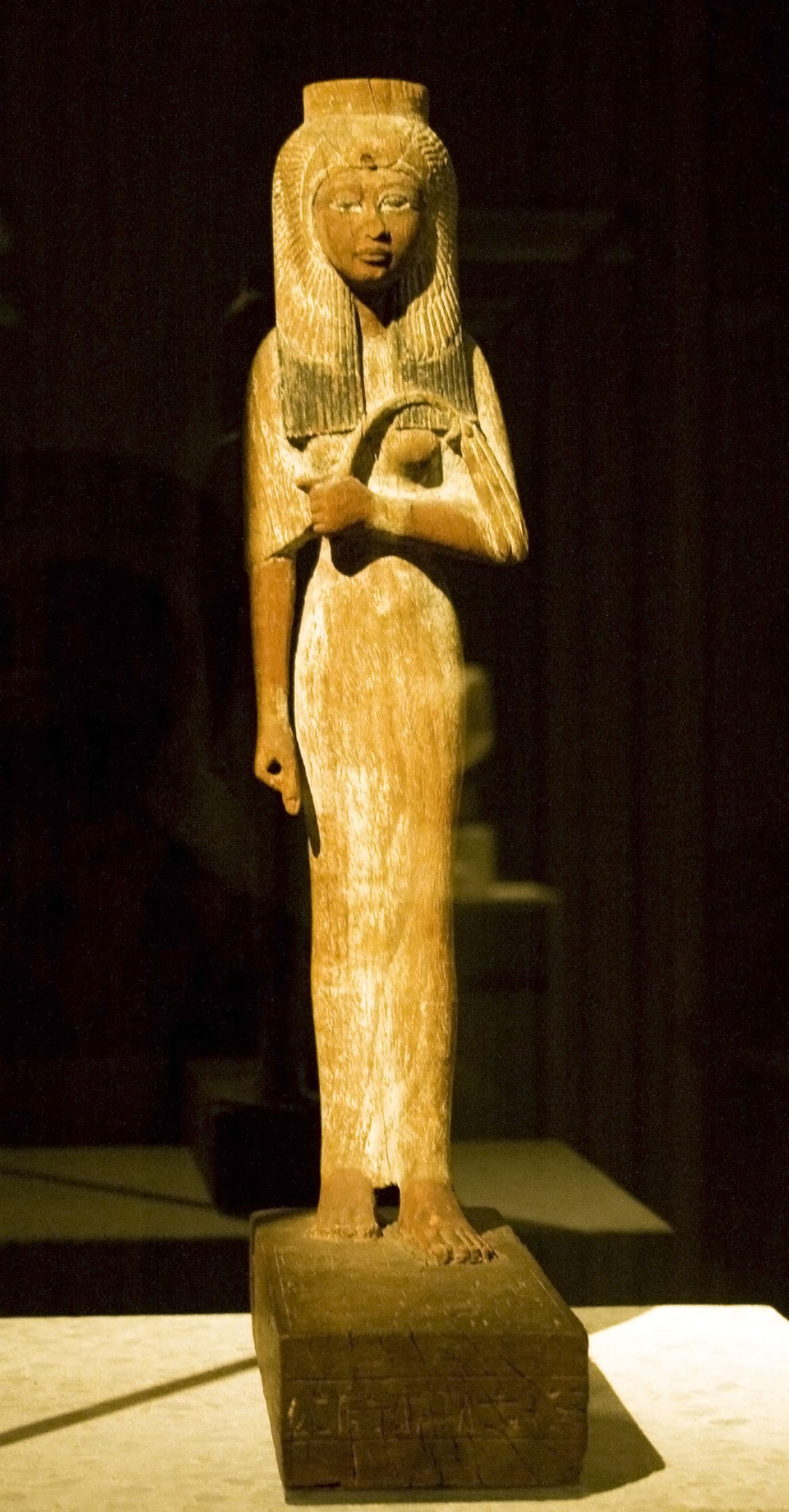
Holzstatuette von Ahmose-Nefertari, Ehefrau von Ahmose I.

Die Stellung der Frau im Alten Ägypten ist vergleichbar mit der hohen sozialen Stellung von Frauen in anderen frühen Hochkulturen, wie in Sumer oder Akkad und setzt sich damit ab von der Stellung von Frauen in anderen Herrschaftsbereichen der Antike, beispielsweise in Griechenland und dem Römischen Reich.

## Rechtliche Gleichstellung
Rechtlich hatten ägyptische Frauen einen vergleichbaren Status wie Männer: Sie konnten erben, vererben und brauchten – anders als zum Beispiel bei den Römern – keinen gesetzlichen Vormund. In der Praxis waren Frauen aber nur selten in der Verwaltung oder in hohen Machtpositionen tätig. Das könnte an ihren Verpflichtungen der Familie gegenüber gelegen haben. In den Weisheitslehren wird immer wieder vor Frauen gewarnt. Im Papyrus Westcar wird eine Frau, die Ehebruch beging, lebendig verbrannt. Auch bei Verbrechen wie z. B. Diebstahl erhielten Frauen dieselben Strafen wie Männer. In 3000 Jahren altägyptischer Geschichte regierten es vier Frauen als Königin.
In der Familie war die Frau die Herrin des Hauses, anders als in Griechenland oder Rom, wo der Mann der pater familias war. In ihrer Eigenschaft als „Herrin“ führten Frauen eigene Siegel. Frauen konnten Schreiber sein oder andere hohe Amtsposten einnehmen. Ein Fall als Wesir ist bekannt. In handwerklichen Berufen wie beispielsweise der Bierbrauerei sind Frauen häufig belegt. Vom Neuen Reich bis zur Spätzeit ist der Titel der Gottesgemahlin des Amun bekannt, die teilweise sogar die Herrschaft über Oberägypten ausübte.

### Frauenwirtschaft im Alten Reich
Aus dem Alten Reich gibt es verschiedene Mastabas von hochrangigen Damen, wie Königinnen oder Frauen von Wesiren, die wie viele dieser Grabbauten mit zahlreichen Szenen dekoriert sind. Auf diesen Wanddarstellungen ist oftmals die Dienerschaft des Grabinhabers dargestellt. In den Mastabas von hochrangigen Frauen dieser Epoche besteht das Hilfspersonal nur aus Frauen. Hochrangige Frauen hatten in dieser Zeit also eine exklusiv aus Frauen bestehende Dienerschaft, wobei das aber nicht für alle Frauen belegt ist. Die Titel zeigen, dass es sich um Verwalter der Güter dieser Damen handelte. Es finden sich Bezeichnungen wie „Vorsteherin des Hauses“ oder „Schatzmeisterin“. Diese Frauenwirtschaft ist nur im Alten Reich bezeugt.

### Frauen in der Dritten Zwischenzeit
In der Dritten Zwischenzeit trugen viele hochrangige Damen des Königshauses auch hohe Verwaltungstitel, die in anderen Perioden nur bei Männern belegt sind. Das bekannteste Beispiel sind wohl die Gemahlinnen von Pinudjem II., Isisemheb und Neschons, die beide den Titel Vizekönig von Kusch innehatten. Sie sind aber nicht die einzigen Beispiele. Königinnen dieser Zeit hatten zum Beispiel auch hohe Titel in der Tempelverwaltung (Domänenvorsteherin des Chonstempels). Die Gründe für die Verleihung dieser hohen Verwaltungspositionen an Frauen gerade in dieser Zeit sind nicht ganz klar, doch ist argumentiert worden, dass die Oberschicht damals weitestgehend libysch war und damit auch starke gesellschaftliche Verschiebungen einhergingen.

### Weitere Frauen in hohen Ämtern
Kleopatra III. war Alexanderpriesterin, ein Amt, das normalerweise Männern vorbehalten war.

## Alleinherrscherinnen

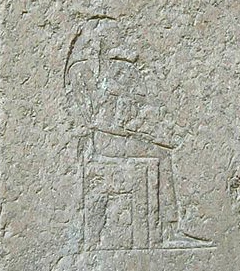
Chentkaus I. mit Nemeshaube und Zeremonialbart

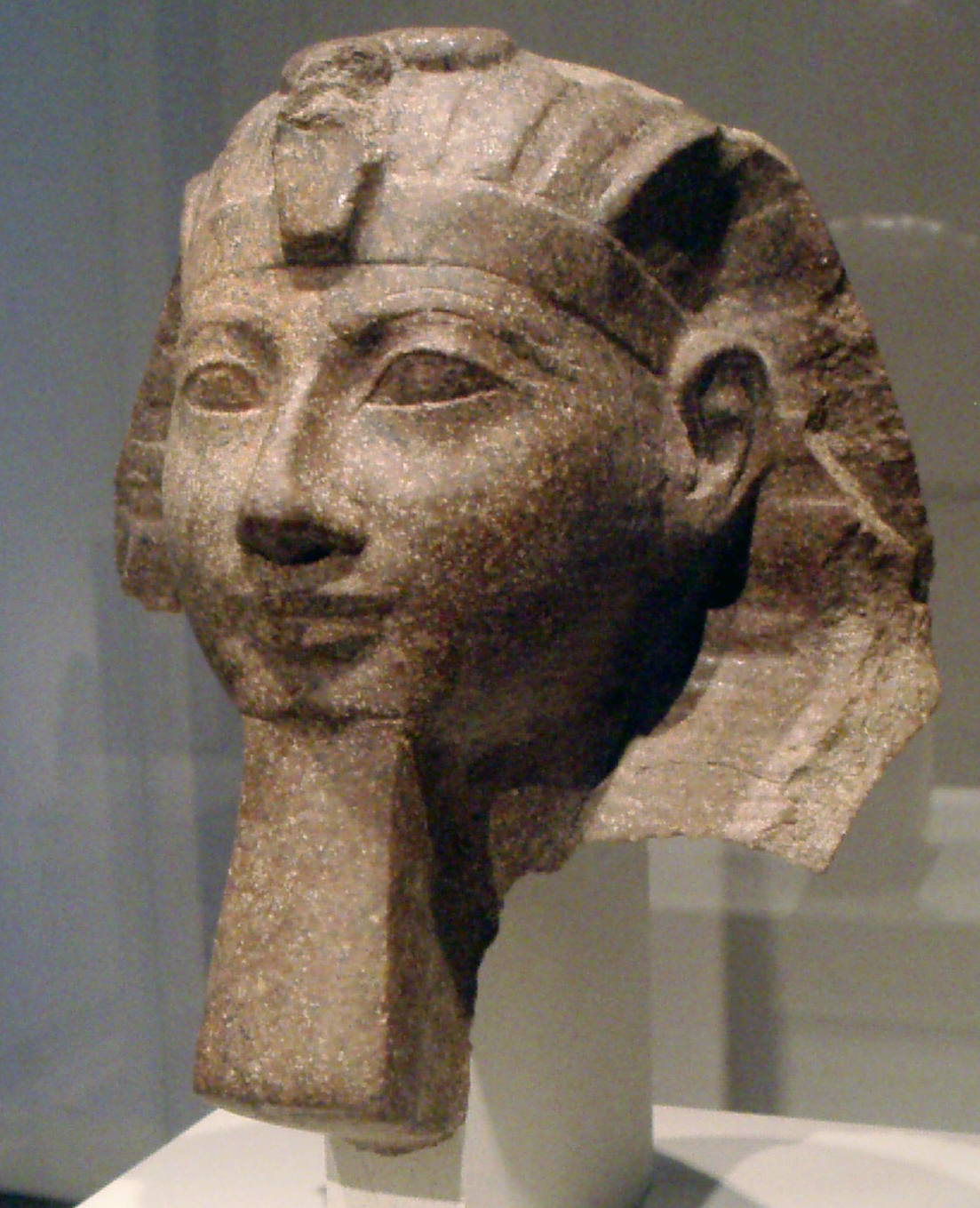
Hatschepsut mit Nemeshaube und Zeremonialbart

Es sind ebenfalls Frauen in Verwaltungsämtern bekannt. Sie stiegen bis zum Wesir und sogar Pharaonenamt auf und begannen vielfach als Regentin für einen unmündigen Thronfolger:

### Frühdynastik
- Neithhotep (1. Dynastie) trägt auf einer Inschrift ihren Namen in einem Serech, was nur Herrschern vorbehalten war. Die Interpretation als Herrscherin ist umstritten.
- Meritneith (1. Dynastie) trägt ebenfalls auf einer Siegelinschrift ihren Namen in einem Serech. Sie herrschte möglicherweise einige Jahre für ihren minderjährigen Sohn Den. Die Interpretation als Herrscherin ist umstritten.

### Altes Reich
- Chentkaus I. (4. Dynastie) wurde auf ihrem pyramidenartigen Grab mit den Attributen eines regierenden Königs dargestellt und hatte einen Titel, der sie als „König von Ägypten“ bezeichnet.
- Chentkaus II. (5. Dynastie) hatte den gleichen Titel wie Chentkaus I.
- Nitokris (6. Dynastie) gilt als die letzte Herrscherin des Alten Reiches. Die Umstände ihrer Inthronisierung sind nicht bekannt. Die Identifizierung als Frau ist unsicher.

### Mittleres Reich
- Nofrusobek (12. Dynastie) war die letzte Herrscherin des Mittleren Reiches. Ihrer Herrschaft folgten mehr als 200 Jahre wirre Zustände, in der Ägyptologie wird dieser Zeitraum Zweite Zwischenzeit genannt. Bei ihr fand keine damnatio memoriae (Zerstörung des Andenkens) statt. Sie ist die früheste sicher belegte Alleinherrscherin Ägyptens.

### Neues Reich
- Hatschepsut (18. Dynastie) gab die Regierungsgewalt auch nicht aus der Hand, als ihr Stiefsohn und Neffe Thutmosis III. alt genug für die Königswürde war. Sie ließ sich selbst zum Pharao ausrufen.
- Nofretete (18. Dynastie) hatte unter ihrem Mann Echnaton großen Einfluss und herrschte nach seinem Tod möglicherweise selbst. Als nachfolgender Herrscher ist Semenchkare genannt, was viele Forscher als Indiz dagegen zählen. Doch trägt er ihren Beinamen und die Annahme eines Thronnamens, der sich vom Geburtsnamen unterschied, war üblich. Es gibt noch weitere Hinweise für Nofretetes Herrschaft, doch das Thema ist unter Ägyptologen strittig.
- Anchesenamun kommt ebenfalls für eine kurze Alleinherrschaft in Frage, falls sie die Verfasserin des Dahamunzu-Briefes war.
- Tausret (19. Dynastie) war die letzte Herrscherin der 19. Dynastie. Sie übernahm erst die Regentschaft für ihren Stiefsohn Siptah und herrschte nach dessen Tod alleine. Ihr folgte Sethnacht, der Begründer der 20. Dynastie. Der Übergang der Dynastien ist ungeklärt. Sethnacht ließ das Andenken an Tausret zerstören und usurpierte ihr Grab (KV14) im Tal der Könige.

### Griechische Zeit
- Berenike Kleopatra (Ptolemäerzeit) übernahm 81 v. Chr. die Alleinherrschaft. Nach sechs Monaten wurde sie von Sulla gezwungen, ihren Stiefsohn Ptolemaios XI. zu heiraten. Nach knapp drei Wochen Ehe ließ er sie ermorden.
- Berenike IV. (Ptolemäerzeit) entthronte 58 v. Chr. ihren Vater und übernahm die Regierung. Ihren ersten Gatten ließ sie ermorden, mit dem zweiten regierte sie 6 Monate, bis Ptolemaios XII. aus dem Exil zurückkehrte und sie ermorden ließ.
- Kleopatra VII. (Ptolemäerreich), die als die Kleopatra bekannte Pharaonin, kämpfte mit ihrem Bruder um den Thron und stützte sich dabei auf die Hilfe der Römer (insbesondere Julius Caesar). Ihr Bruder und Ehemann, Ptolemaios XIII., unterwarf sich nicht der Entscheidung der Römer und starb im Kampf. Kleopatra heiratete zwar ihren anderen Bruder, Ptolemaios XIV., herrschte faktisch jedoch alleine. Nach Caesars Tod fand sie in Marcus Antonius einen weiteren Verbündeten, unterlag jedoch gegen Oktavian und beging Selbstmord. Sie gilt als die letzte ägyptische Herrscherin, obwohl sie – wie alle Ptolemäer – nicht ägyptischstämmig war.

## Liebe und Verlobung
Ägyptische Männer umwarben die von ihnen angebeteten Frauen mit poetischen Liebesliedern, die in Metaphern und Naturbildern sanfte und zurückhaltende, aber auch sexuelle Gefühle ausdrückten. Verliebte sprachen sich mit Schwester und Bruder an, um der empfundenen geistigen Nähe Ausdruck zu verleihen. Junge Ägypterinnen mussten nicht jungfräulich in die Ehe gehen. Es gibt kaum Belege, die ein entsprechendes Gebot erwähnen würden, allerdings ist die Übersetzung der wenigen Schriftquellen etwas strittig.

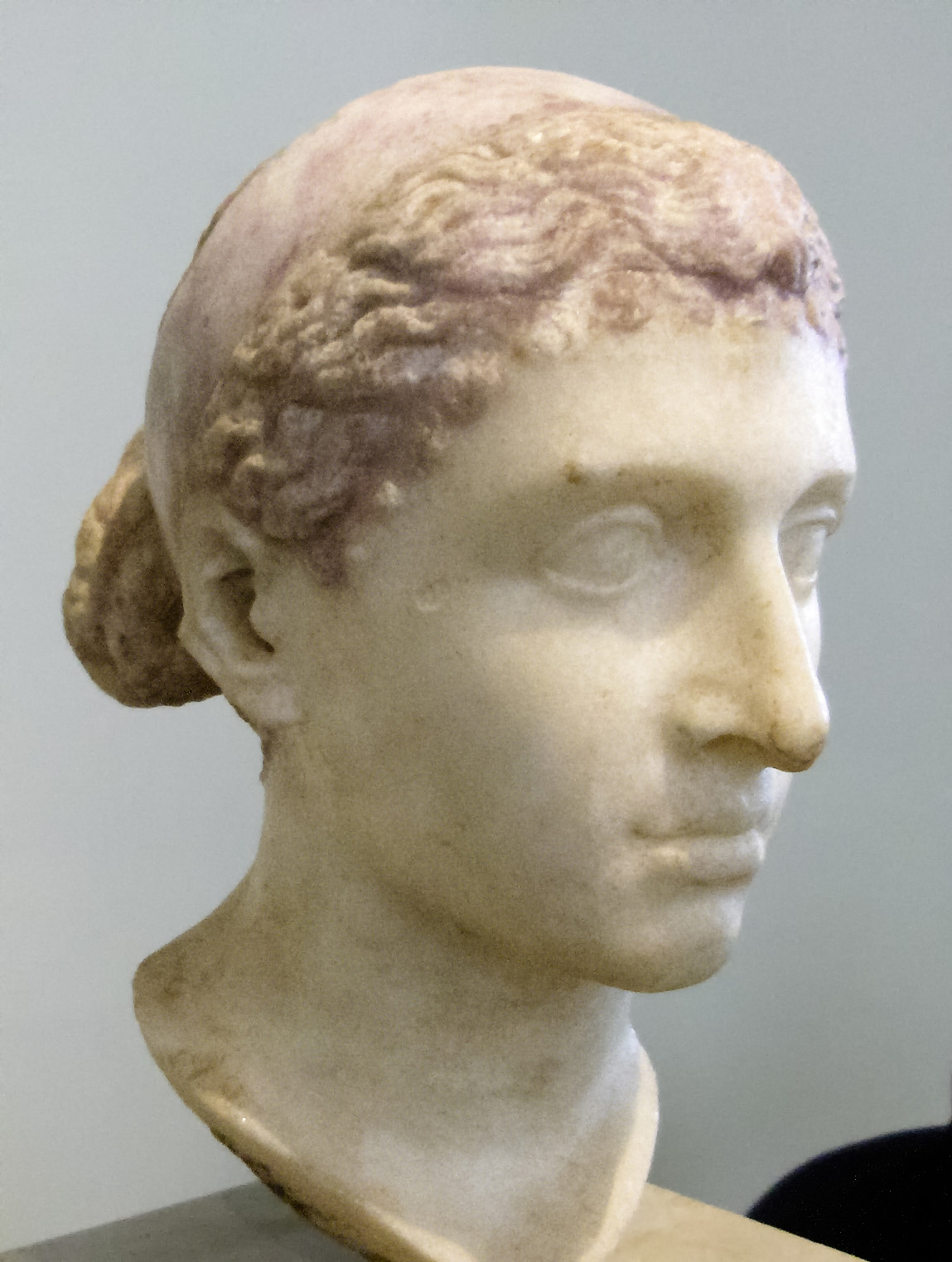
Kleopatra VII.

## Heirat
Göttlicher Beistand oder auch Förmlichkeiten waren zum Schließen des Ehebundes nicht erforderlich. Zwei Menschen galten als verheiratet, sobald sie zusammen wohnten, das heißt, sobald die Frau mit ihrem gesamten Besitz mit einem Mann zusammen wohnte. Teilweise wurden Eheverträge abgeschlossen, besonders in der Spätzeit traten sie vermehrt auf.

## Familien
In jedem Haus wohnte eine Familie mit Großeltern, Tanten und Neffen. Wegen der hohen Sterblichkeitsrate wird vermutet, dass diese Familienverbände eher klein waren. Das Ideal waren zahlreiche Kinder, auch wenn viele von ihnen frühzeitig starben.

## Die Bedeutung der Kinder
Die Geburt eines Kindes war ein freudiges Ereignis. Die Mutter kümmerte sich um die Erziehung der kleinen Kinder, bis sie mit ca. fünf bis sechs Jahren auf dem Feld, Garten oder im Haus mithelfen mussten. Kinder reicher Familien gingen ab dem sechsten Lebensjahr in den Palast oder Tempel, in dem sie der schulischen Ausbildung unterzogen wurden.